# Попа Анатолій Васильович
Попа Анатолій Васильович (рум. Anatolie Popa) був молдавським воєначальником, який брав участь у першій світовій війні, в Російській революції 1917 року і в Громадянській війні в Росії на Русі.  Він був одним з організаторів про-більшовицьке опору проти вторгнення румунської армії в Бессарабію.
Після румунської окупації Басаравіі Фердинанд I вирішив пробачити Попа і запропонував йому посаду в румунській армії.  Попа відмовився, минаючи Дністер, воювати на Україні на стороні радянських партизан.  Він бився в Хотинське повстання на боці Червоної Армії.
Він був схоплений польськими властями в іншому про-радянському бою і помер під час допиту.